# Dekanat Częstochowa – św. Józefa
Dekanat Częstochowa – św. Józefa − jeden z 36 dekanatów archidiecezji częstochowskiej. Znajduje się w regionie częstochowskim. Składa się z 8 parafii.

## Lista parafii
| Lp | Miejscowość / parafia                                                | Proboszcz / administrator | Kościół                                                                 | Zdjęcie |
| -- | -------------------------------------------------------------------- | ------------------------- | ----------------------------------------------------------------------- | ------- |
| 1  | Częstochowa Parafia Najświętszej Maryi Panny Wspomożycielki Wiernych | ks. Tomasz Dragan         | Kościół Najświętszej Maryi Panny Wspomożycielki Wiernych w Częstochowie |         |
| 2  | Częstochowa Parafia Niepokalanego Serca Najświętszej Maryi Panny     | ks. Andrzej Nieznański    | Kościół Niepokalanego Serca Najświętszej Maryi Panny w Częstochowie     |         |
| 3  | Częstochowa Parafia św. Elżbiety Węgierskiej                         | ks. Piotr Wyrwich         | Kościół św. Elżbiety Węgierskiej w Częstochowie                         |         |
| 4  | Częstochowa Parafia św. Floriana                                     | ks. Dariusz Nowak         | Kościół św. Floriana w Częstochowie                                     |         |
| 5  | Częstochowa Parafia św. Jana z Dukli                                 | o. Nikodem Sobczyński OFM | Kościół św. Jana z Dukli w Częstochowie                                 |         |
| 6  | Częstochowa Parafia św. Józefa Rzemieślnika                          | ks. Marek Kundzicz        | Kościół św. Józefa Rzemieślnika w Częstochowie                          |         |
| 7  | Częstochowa Parafia św. Judy Tadeusza Apostoła                       | ks. Jan Sambor            | Kościół św. Judy Tadeusza Apostoła w Częstochowie                       |         |
| 8  | Częstochowa Parafia św. Melchiora Grodzieckiego                      | ks. Marek Olejniczak      | Kościół św. Melchiora Grodzieckiego w Częstochowie                      |         |